# Monsters in the Closet
Monsters in the Closet es el cuarto álbum de estudio de la banda estadounidense de pop punk Mayday Parade, siendo lanzado el 8 de octubre de 2013 a través de Fearless Records.

## Lista de canciones
Todas las canciones escritas y compuestas por Mayday Parade. 
| N.º | Título                                                            | Duración |  |
| 1.  | «Ghosts»                                                          | 4:42     |  |
| 2.  | «Girls»                                                           | 3:22     |  |
| 3.  | «Last Night for a Table of Two»                                   | 3:39     |  |
| 4.  | «12 Through 15»                                                   | 4:58     |  |
| 5.  | «The Torment of Existence Weighed Against the Horror of Nonbeing» | 4:04     |  |
| 6.  | «Even Robots Need Blankets»                                       | 3:24     |  |
| 7.  | «Repent and Repeat»                                               | 2:54     |  |
| 8.  | «Demons»                                                          | 3:31     |  |
| 9.  | «Sorry, Not Sorry»                                                | 3:25     |  |
| 10. | «Nothing You Can Live Without, Nothing You Can Do About»          | 3:55     |  |
| 11. | «Hold Onto Me»                                                    | 3:15     |  |
| 12. | «Angels»                                                          | 4:14     |  |

| Edición de lujo |                          |          |  |
| N.º             | Título                   | Duración |  |
| 13.             | «Hear the Sound»         | 4:05     |  |
| 14.             | «Stuck in Remission»     | 3:26     |  |
| 15.             | «Worth a Thousand Words» | 3:42     |  |

## Posicionamiento en lista
| Lista (2013)                        | Posición |
| ----------------------------------- | -------- |
| UK Downloads Chart                  | 76       |
| UK Independent Album Chart          | 22       |
| UK Independent Album Breakers Chart | 4        |
| UK Rock & Metal Albums Chart        | 9        |
| U.S. Billboard 200                  | 10       |
| U.S. Billboard Alternative Albums   | 4        |
| U.S. Billboard Digital Albums       | 10       |
| U.S. Billboard Independent Albums   | 2        |
| U.S. Billboard Top Rock Albums      | 4        |

## Personal
Mayday Parade
- Derek Sanders - voz principal, teclado
- Alex García - guitarra principal
- Brooks Betts - guitarra rítmica
- Jeremy Lenzo - bajo, coros
- Jake Bundrick - batería, coros